# Andolsheim
Andolsheim ist eine französische Gemeinde mit 2196 Einwohnern (Stand 1. Januar 2022) im Département Haut-Rhin in der Region Grand Est (bis 2015 Elsass).

## Geographie
Andolsheim liegt zwischen der Ill im Westen, der D415 im Osten, Sundhoffen im Süden und dem Weiler Wihr-en-Plaine, der zu Horbourg-Wihr gehört, im Norden, fünf Kilometer südöstlich von Colmar.

## Geschichte
Andolsheim, oder früher auch Ansoldsheim,  wurde als Ansulfishaim (Andulfs Heim) erstmals im Jahr 768 urkundlich erwähnt. Die Ortsnamen auf -heim sind ab dem 6. Jahrhundert in Mode gekommen, sie sind Zeugnis der fränkischen Landnahme.
Ab 1187 ist ein Ortsadel belegt. Sifrid von Andolsheim war ein Vasall des Grafen von Pfirt, während spätere Mitglieder der Familie Vasallen der Bischöfe von Basel und Straßburg waren. Die Familie starb um das Jahr 1470 aus.
Bis 1324 war der Ort Lehen der Seigneurs von Horbourg, dann fiel Horbourg, und damit auch Andolsheim, an die Grafen von Württemberg, die 1538 die Reformation einführten.
Von 1871 bis zum Ende des Ersten Weltkrieges gehörte Andolsheim als Teil des Reichslandes Elsaß-Lothringen zum Deutschen Reich und war dem Kreis Colmar im Bezirk Oberelsaß zugeordnet.

### Demographie
| Jahr | Einwohner | Anmerkungen                                                                                            |
| ---- | --------- | --- |
| 1780 | –         | „ansehnliches Pfarrdorf“                                                                               |
| 1793 | 660       | [ 4 ]                                                                                                  |
| 1806 | 811       | [ 4 ]                                                                                                  |
| 1821 | 970       | davon 890 Evangelische und 80 Katholiken                                                               |
| 1872 | 970       | am 1. Dezember, in 219 Häusern; nach anderen Angaben 1016 Einwohner                                    |
| 1880 | 935       | am 1. Dezember, auf einer Fläche von 1160 ha, in 145 Häusern, davon 872 Protestanten und 63 Katholiken |
| 1885 | 886       | [ 9 ]                                                                                                  |
| 1906 | 734       | [ 4 ]                                                                                                  |
| 1910 | 730       | am 1. Dezember, auf einer Fläche von 1000 ha                                                           |

| Einwohner                 | 645 | 751 | 871 | 1088 | 1091 | 1565 | 1985 | 2227 | 2162 |
| Quelle: Cassini und INSEE |     |     |     |      |      |      |      |      |      |

## Sehenswürdigkeiten

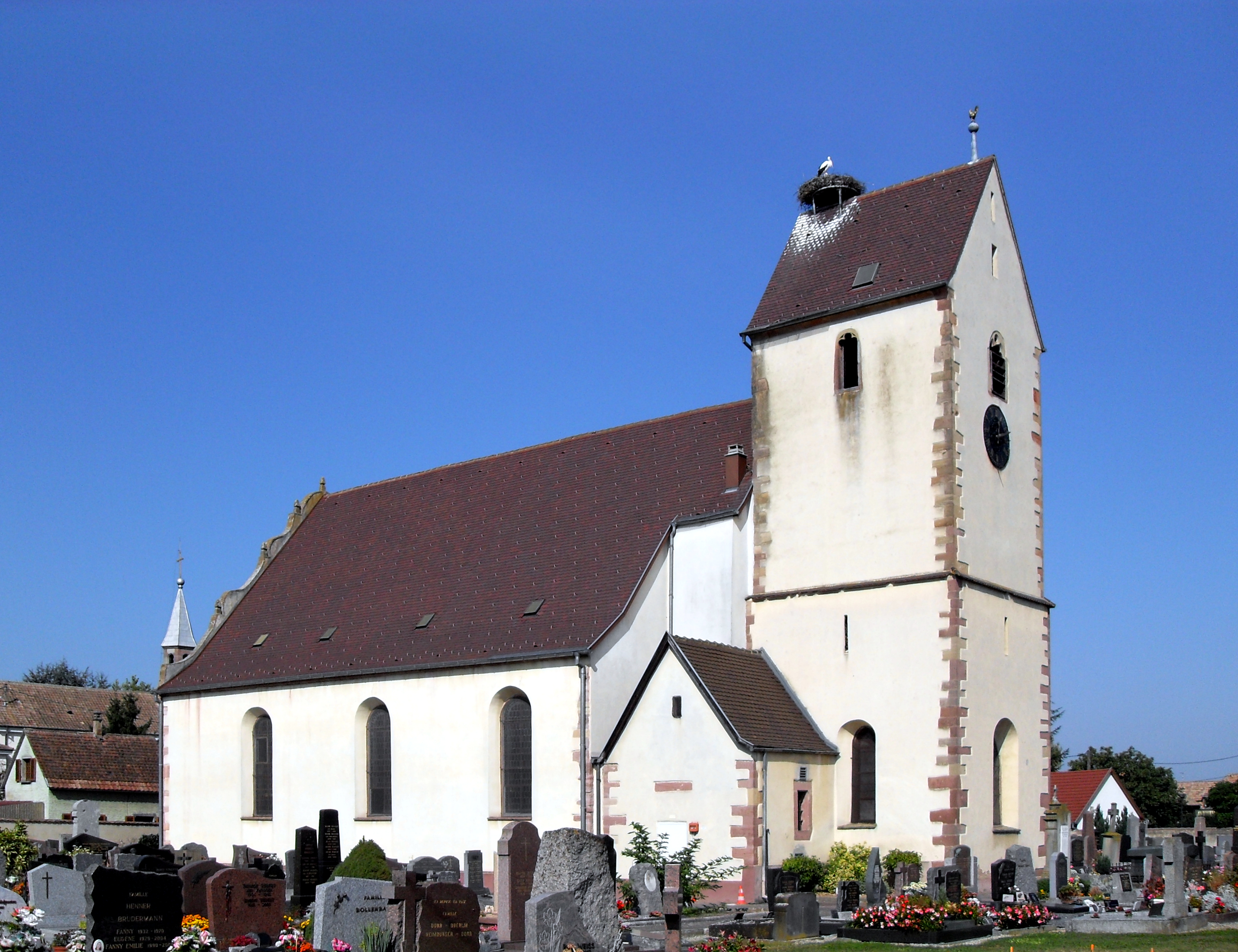
Lutherische Kirche St. Georg

Eine ursprüngliche Kirche in Andolsheim wurde 801 erstmals urkundlich erwähnt, sie war damals Saint Denis geweiht. Mit der Einführung der Reformation geriet der Schutzpatron der Kirche in Vergessenheit. Von 1687 bis 1883 wurde die Kirche als Simultankirche genutzt und Saint Georges geweiht. Vom mittelalterlichen Gebäude existiert heute nur noch der Glockenturm und der Chor aus dem 13. Jahrhundert. Um 1650 wurde das Kirchenschiff umgebaut. 1737 wurde das Westportal eingerichtet und 1838 die Westfassade erneuert. 1985 wurde das Innere der Kirche renoviert, die heute zur Pfarrei Sundhoffen gehört. Die Kirchenorgel wurde um 1780 von Martin Bergäntzel konstruiert. 1958 wurde die Orgel restauriert und von 1979 bis 1980 erneuert.

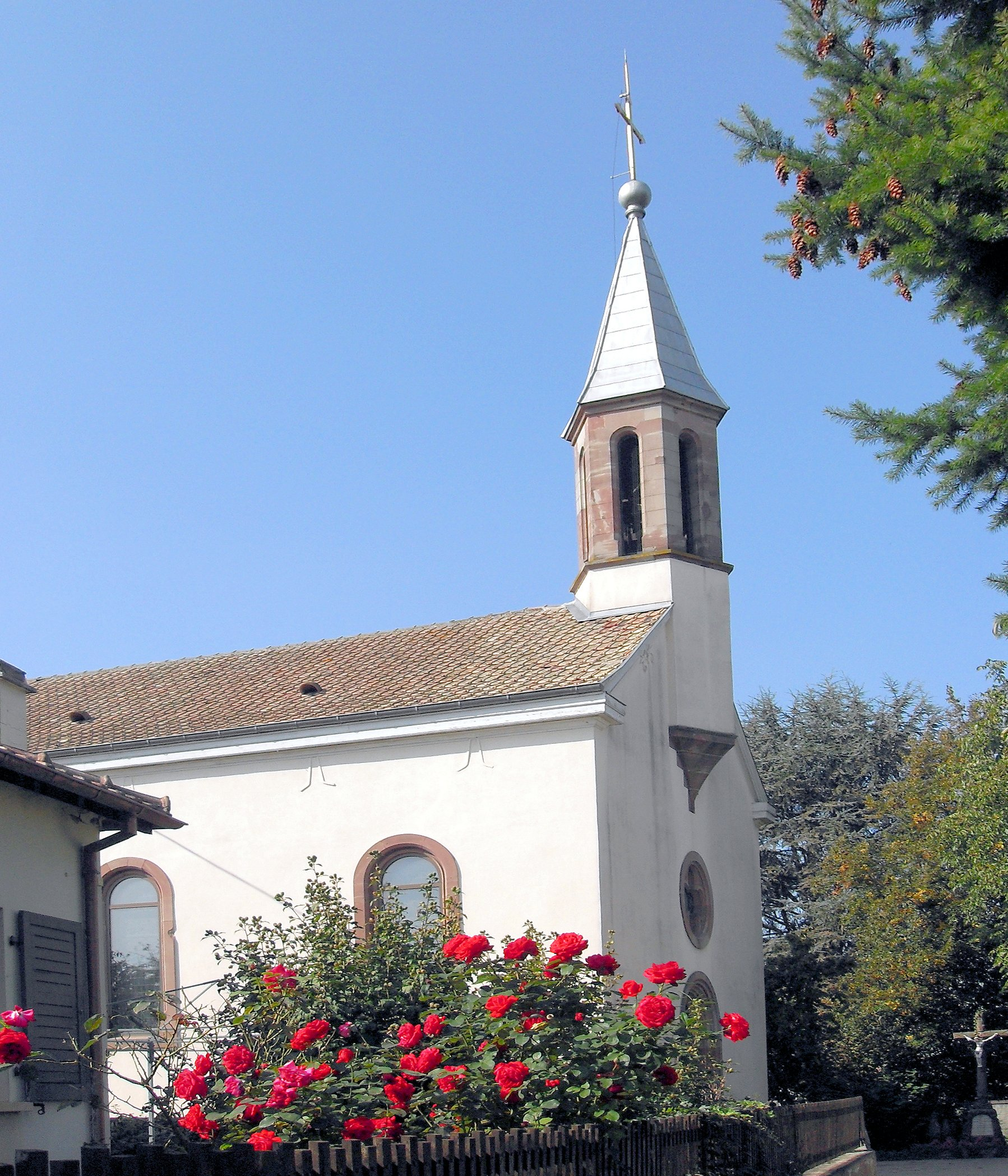
Katholische Kirche St. Georg

Die katholische Kirche Saint-Georges wurde von 1882 bis 1883 gebaut und beendete die katholische Nutzung der anderen Kirche Saint-Georges. Das Innere der Kirche wurde allerdings erst 1890 fertiggestellt. Diese Kirche wurde ebenfalls 1985 renoviert. Sie gehört zur Pfarrei Horbourg-Wihr.
An der Mairie (Bürgermeisterei) steht ein Grenzstein aus dem Jahre 1754, auf dem das Wappen der Herzöge von  Württemberg abgebildet ist.

## Wirtschaft
Wichtige Erwerbszweige der Andolsheimois sind Ackerbau, Weinbau, Obstbau und die Zucht von Hausrindern, Hausschafen und Hausschweinen.